# Volleyligaen 2016/2017 (damer)
Volleyligaen 2016/2017 utspelade sig mellan 5 oktober 2016 och 22 april 2017. Det var den 40:e upplagan av turneringen och sju lag deltog. Holte IF blev danska mästare för 15:e gången genom att besegra Brøndby VK i finalen. Julie Mikaelsen var främsta poängvinnare i grundserien med 174 poäng och utsågs även till mest värdefulla spelare.

## Regler
Tävlingen genomfördes i form av seriespel följt av en cupturnering.
- I seriespelet mötte alla lag varandra både hemma och borta. Lagens placering i grundserien bestämdes av i tur och ordning: antal poäng, antal vunna matcher, setkvot och bollkvot. För fördelning av poäng vid matcher gällde att om slutresultatet var 3-0 eller 3-1, tilldelades 3 poäng till det vinnande laget och 0 till det förlorande laget, om slutresultatet blev 3-2, tilldelades 2 poäng till det vinnande laget och 1 till det förlorande laget.
- De två första lagen gick vidare till direkt till semifinal, de fyra följande lagen gick vidare till kvartsfinal. Det sista laget spelade kval i serieformat (med möte hemma och borta) tillsammans med tre lag ur 1. Division om en plats i serien nästa säsong.
- I cupspelet spelades kvartsfinalerna i bäst av tre matcher, medan semifinalerna och finalen spelades i bäst av fem matcher. De två lag som förlorade sina semifinaler möttes i spel om femteplatsen.

## Deltagande lag
| Klubb             | Stad      | Hemmaplan              | Föregående säsong  |
| ----------------- | --------- | ---------------------- | ------------------ |
| ASV Elite         | Århus     | Århus Gl. Stadionhal   | 6:a i Volleyligaen |
| Brøndby VK        | Brøndby   | Stadionhal 1           | Danska mästare     |
| Amager VK         | Köpenhamn | Sundbyhal 2            | 3:a i Volleyligaen |
| Holte IF          | Holte     | Ny Holtehal            | 2:a i Volleyligaen |
| Ikast KFUM Volley | Ikast     | Hyldgårdsskolens Hal B | ?                  |
| Team Køge Volley  | Køge      | Asgårdskolen           | 5:a i Volleyligaen |
| VK Fortuna Odense | Odense    | Klostermarkshallen     | 7:a i Volleyligaen |

## Turneringen

### Grundserien

#### Resultat
| Höstsäsongen |                      |     |                                   |
|              |                      |     |                                   |
| 05-10        | Ikast-F. Odense      | 0-3 | 24-26, 15-25, 19-25               |
| 11-10        | Copenaghen-Køge      | 3-2 | 25-19, 25-21, 25-27, 23-25, 15-5  |
| 13-10        | Køge-F. Odense       | 3-2 | 25-20, 24-26, 25-18, 21-25, 15-12 |
| 15-10        | Aarhus-Brøndby       | 1-3 | 19-25, 25-20, 19-25, 10-25        |
| 16-10        | Ikast-Copenaghen     | 0-3 | 18-25, 10-25, 23-25               |
| 21-10        | Holte-Ikast          | 3-0 | 25-11, 25-7, 25-16                |
| 22-10        | Aarhus-Holte         | 0-3 | 16-25, 7-25, 10-25                |
| 22-10        | F. Odense-Copenaghen | 1-3 | 21-25, 25-20, 10-25, 18-25        |
| 22-10        | Brøndby-Ikast        | 3-0 | 25-13, 25-14, 25-15               |
| 01-11        | Holte-Brøndby        | 0-3 | 20-25, 17-25, 15-25               |
| 05-11        | Ikast-Aarhus         | 2-3 | 25-19, 11-25, 25-14, 23-25, 10-15 |
| 06-11        | Holte-Køge           | 3-0 | 25-11, 25-23, 25-13               |
| 06-11        | Copenaghen-Brøndby   | 1-3 | 17-25, 25-16, 20-25, 14-25        |
| 17-11        | F. Odense-Aarhus     | 2-3 | 25-19, 26-24, 24-26, 16-25, 11-15 |
| 19-11        | Brøndby-Køge         | 3-0 | 25-12, 25-16, 25-14               |
| 03-12        | F. Odense-Holte      | 0-3 | 8-25, 21-25, 23-25                |
| 03-12        | Køge-Ikast           | 3-1 | 25-19, 16-25, 25-9, 25-16         |
| 04-12        | Copenaghen-Aarhus    | 3-1 | 25-16, 25-17, 20-25, 33-31        |
| 10-12        | Brøndby-F. Odense    | 3-1 | 25-14, 20-25, 25-19, 25-23        |
| 11-12        | Køge-Aarhus          | 2-3 | 25-21, 25-23, 19-25, 16-25, 12-15 |
| 11-12        | Copenaghen-Holte     | 0-3 | 19-25, 19-25, 12-25               |

| Vårsäsongen |                      |     |                                   |
|             |                      |     |                                   |
| 15-01       | Køge-Copenaghen      | 3-2 | 19-25, 25-13, 14-25, 25-19, 15-12 |
| 17-01       | Copenaghen-F. Odense | 1-3 | 18-25, 27-29, 25-18, 22-25        |
| 17-02       | Holte-Aarhus         | 3-1 | 25-20, 25-17, 23-25, 25-17        |
| 22-02       | F. Odense-Ikast      | 3-1 | 25-12, 27-25, 22-25, 25-23        |
| 26-01       | Brøndby-Holte        | 0-3 | 9-25, 24-26, 20-25                |
| 28-01       | Aarhus-F. Odense     | 0-3 | 18-25, 19-25, 21-25               |
| 28-01       | Ikast-Holte          | 0-3 | 13-25, 13-25, 18-25               |
| 29-01       | Køge-Brøndby         | 0-3 | 14-25, 14-25, 19-25               |
| 31-01       | Aarhus-Ikast         | 3-0 | 25-12, 25-15, 25-15               |
| 04-02       | Brøndby-Copenaghen   | 3-0 | 25-13, 25-8, 25-16                |
| 04-02       | Køge-Holte           | 0-3 | 18-25, 17-25, 20-25               |
| 05-02       | Ikast-Brøndby        | 0-3 | 10-25, 16-25, 18-25               |
| 11-02       | Brøndby-Aarhus       | 3-0 | 25-14, 25-13, 25-17               |
| 11-02       | F. Odense-Køge       | 2-3 | 25-19, 21-25, 25-21, 22-25, 14-16 |
| 12-02       | Copenaghen-Ikast     | 3-0 | 30-28, 26-24, 25-21               |
| 14-02       | Holte-Copenaghen     | 3-0 | 25-17, 25-14, 25-18               |
| 18-02       | Aarhus-Copenaghen    | 2-3 | 25-17, 25-23, 19-25, 23-25, 14-16 |
| 19-02       | Holte-F. Odense      | 3-0 | 25-15, 25-18, 25-17               |
| 19-02       | Ikast-Køge           | 0-3 | 12-25, 24-26, 20-25               |
| 22-02       | F. Odense-Brøndby    | 1-3 | 14-25, 21-25, 25-19, 23-25        |
| 25-02       | Aarhus-Køge          | 1-3 | 15-25, 20-25, 25-19, 19-25        |

#### Sluttabell
| Pos.. | Lag               | Pt | M  | V  | F  | SV | SF | Kvot  | PV  | PF    | Kvot  |
| ----- | ----------------- | -- | -- | -- | -- | -- | -- | ----- | --- | ----- | ----- |
| 1.    | Holte IF          | 33 | 12 | 11 | 1  | 33 | 4  | 8.250 | 901 | 621   | 1.541 |
| 2.    | Brøndby VK        | 33 | 12 | 11 | 1  | 33 | 7  | 4.714 | 953 | 697   | 1.367 |
| 3.    | Amager VK         | 17 | 12 | 6  | 6  | 22 | 24 | 0.916 | 971 | 1 001 | 0.970 |
| 4.    | Team Køge Volley  | 15 | 12 | 6  | 6  | 22 | 26 | 0.846 | 960 | 1 028 | 0.934 |
| 5.    | VK Fortuna Odense | 15 | 12 | 4  | 8  | 21 | 26 | 0.807 | 997 | 1 052 | 0.948 |
| 6.    | ASV Elite         | 10 | 12 | 4  | 8  | 18 | 30 | 0.600 | 952 | 1 056 | 0.902 |
| 7.    | Ikast KFUM Volley | 1  | 12 | 0  | 12 | 4  | 36 | 0.111 | 692 | 971   | 0.713 |

| Kvalificerade för slutspel | Vidare till kval |

### Slutspel

#### Spelschema
|  | Kvartsfinaler | Kvartsfinaler     | Kvartsfinaler |                  |   | Semifinaler | Semifinaler         | Semifinaler         |                     |                  | Final | Final | Final |  |
|  |               |                   |               |                  |   |             |                     |                     |                     |                  |       |       |       |  |
|  |               |                   |               |                  |   | 1           | Holte IF            | 3                   |                     |                  |       |       |       |  |
|  |               |                   |               |                  |   | 1           | Holte IF            | 3                   |                     |                  |       |       |       |  |
|  |               |                   | 4             | Team Køge Volley | 1 |             |                     |                     |                     |                  |       |       |       |  |
|  | 4             | Team Køge Volley  | 4             | Team Køge Volley | 1 | 3           |                     |                     |                     |                  |       |       |       |  |
|  | 4             | Team Køge Volley  |               |                  |   |             |                     |                     |                     |                  |       |       |       |  |
|  | 5             | VK Fortuna Odense | 1             |                  |   |             |                     |                     |                     |                  |       |       |       |  |
|  | 5             | VK Fortuna Odense | 1             |                  | 1 | Holte IF    | 3                   |                     |                     |                  |       |       |       |  |
|  |               |                   |               |                  |   |             |                     |                     |                     |                  |       |       |       |  |
|  |               |                   | 2             | Brøndby VK       | 2 |             |                     |                     |                     |                  |       |       |       |  |
|  |               |                   |               | Brøndby VK       | 2 |             |                     |                     |                     |                  |       |       |       |  |
|  |               |                   |               |                  |   |             |                     |                     |                     |                  |       |       |       |  |
|  |               |                   |               |                  |   |             |                     |                     |                     |                  |       |       |       |  |
|  |               | 2                 | Brøndby VK    | 3                |   |             | Match om tredjepris | Match om tredjepris | Match om tredjepris |                  |       |       |       |  |
|  |               |                   |               | 3                |   |             |                     |                     |                     |                  |       |       |       |  |
|  |               |                   | 3             | Amager VK        | 0 |             |                     |                     |                     |                  |       |       |       |  |
|  | 3             | Amager VK         | 3             | Amager VK        | 0 | 3           |                     |                     | 4                   | Team Køge Volley | 3     |       |       |  |
|  | 3             | Amager VK         |               |                  |   |             |                     |                     | 4                   | Team Køge Volley | 3     |       |       |  |
|  | 6             | ASV Elite         | 2             |                  |   | 3           | Amager VK           | 0                   |                     |                  |       |       |       |  |

#### Resultat
| Kvartsfinaler |                   |     |                                   |
|               |                   |     |                                   |
| 03-03         | F. Odense-Køge    | 1-3 | 13-25, 22-25, 25-16, 22-25        |
| 03-03         | Aarhus-Copenaghen | 2-3 | 26-24, 18-25, 24-26, 25-21, 15-17 |

| 07-03 | Køge-F. Odense    | 1-3 | 18-25, 25-21, 13-25, 21-25 |
| 08-03 | Copenaghen-Aarhus | 0-3 | 20-25, 26-28, 21-25        |

| 11-03 | Køge-F. Odense    | 3-1 | 25-16, 25-21, 23-25, 25-22 |
| 11-03 | Copenaghen-Aarhus | 3-0 | 25-20, 25-21, 25-18        |

| Semifinaler |                    |     |                            |
|             |                    |     |                            |
| 18-03       | Køge-Holte         | 1-3 | 25-21, 20-25, 18-25, 16-25 |
| 18-03       | Copenaghen-Brøndby | 0-3 | 11-25, 22-25, 15-25        |

| 21-03 | Holte-Køge         | 3-0 | 25-11, 25-22, 25-13 |
| 23-03 | Brøndby-Copenaghen | 3-0 | 25-17, 27-25, 25-18 |

| 25-03 | Holte-Koge         | 3-0 | 25-16, 25-21, 25-12 |
| 25-03 | Brøndby-Copenaghen | 3-0 | 25-13, 25-14, 25-14 |

| Match om femteplats |                  |     |                            |
|                     |                  |     |                            |
| 17-03               | Aarhus-F. Odense | 3-0 | 25-19, 25-23, 25-17        |
| 24-03               | F. Odense-Aarhus | 3-1 | 25-22, 25-20, 25-18, 24-26 |

| Match om tredjepris |                 |     |                                       |
|                     |                 |     |                                       |
| 01-04               | Køge-Copenaghen | 3-0 | 30-28, 25-22, 25-19                   |
| 04-04               | Copenaghen-Køge | 3-2 | 17-25, 22-25, 25-12, 25-20; GS: 25-21 |

| Final |               |     |                                   |
|       |               |     |                                   |
| 11-04 | Brøndby-Holte | 2-3 | 15-25, 25-13, 17-25, 25-22, 10-15 |
| 22-04 | Holte-Brøndby | 3-0 | 25-22, 25-22, 25-23               |

### Kval
| Match 1 |                            |     |                                   |
|         |                            |     |                                   |
| 03-03   | D. Odense-Ikast            | 0-3 | 13-25, 17-25, 17-25               |
| 04-03   | Vestsjælland-Frederiksberg | 2-3 | 19-25, 28-26, 17-25, 25-21, 11-15 |
| 12-03   | Ikast-Vestsjælland         | 3-1 | 25-22, 25-15, 19-25, 25-22        |
| 12-03   | Frederiksberg-D. Odense    | 0-3 | 25-10, 25-16, 25-22               |
| 14-03   | Vestsjælland-D. Odense     | 3-2 | 20-25, 25-12, 25-20, 17-25, 15-9  |
| 19-03   | Frederiksberg-Ikast        | 2-3 | 26-24, 26-24, 20-25, 9-25, 11-15  |

| Match 2 |                            |     |                                    |
|         |                            |     |                                    |
| 25-03   | D. Odense-Vestsjælland     | 0-3 | 8-25, 16-25, 15-25                 |
| 26-03   | Ikast-Frederiksberg        | 1-3 | 24-26, 19-25, 25-22, 24-26         |
| 28-03   | Frederiksberg-Vestsjælland | 2-3 | 22-25, 25-14, 24-26, 25-23, 12,-15 |
| 02-04   | Ikast-D. Odense            | 3-0 | 25-15, 25-14, 25-11                |
| 04-04   | Vestsjælland-Ikast         | 0-3 | 25-27, 23-25, 17-25                |
| 06-04   | D. Odense-Frederiksberg    | 0-3 | 21-25, 17-25, 13-25                |

| Pos | Lag                  | M | V | F | P  | SV | SF | SK    | BV  | BF  | BK    |
| --- | -------------------- | - | - | - | -- | -- | -- | ----- | --- | --- | ----- |
| 1   | Ikast KFUM           | 6 | 5 | 1 | 14 | 16 | 6  | 2,667 | 526 | 427 | 1,232 |
| 2   | Frederiksberg Volley | 6 | 4 | 2 | 13 | 16 | 9  | 1,778 | 561 | 507 | 1,107 |
| 3   | VK Vestsjælland      | 6 | 3 | 3 | 8  | 12 | 13 | 0,923 | 529 | 521 | 1,015 |
| 4   | DHV Odense           | 6 | 0 | 6 | 1  | 2  | 18 | 0,111 | 316 | 477 | 0,662 |

## Slutplaceringar
| Pos | Lag               | Turnering                   |
| --- | ----------------- | --------------------------- |
|     | Holte IF          | CEV Challenge Cup 2017–2018 |
| 2   | Brøndby VK        |                             |
| 3   | Amager VK         |                             |
| 4   | Team Køge Volley  |                             |
| 5   | VK Fortuna Odense |                             |
| 6   | ASV Elite         |                             |
| 7   | Ikast KFUM Volley |                             |

## Individuella utmärkelser
| Utmärkelse                | Namn             | Lag              |
| ------------------------- | ---------------- | ---------------- |
| Mest värdefulla spelare   | Julie Mikaelsen  | Holte IF         |
| Bästa passare             | Eva Bang         | Brøndby VK       |
| Bästa högerspiker         | Julie Mikaelsen  | Holte IF         |
| Bästa vänsterspiker       | Trine Kjelstrup  | Brøndby VK       |
| Bästa vänsterspiker       | Nora Møllgaard   | Holte IF         |
| Bästa center              | Taylor Brisebois | Holte IF         |
| Bästa center              | Tyler Richardson | Brøndby VK       |
| Bästa libero              | Mette Sallerup   | Amager VK        |
| Bästa tränare             | Sven Brix        | Team Køge Volley |
| Bästa unga danska spelare | Amalie Owie      | Holte IF         |

## Statistik
| Vunna poäng | Vunna poäng          | Vunna poäng | Vunna poäng       |
| Pos.        | Namn                 | Poäng       | Lag               |
| ----------- | -------------------- | ----------- | ----------------- |
| 1           | Julie Mikaelsen      | 174         | Holte IF          |
| 2           | Trine Kjelstrup      | 158         | Brøndby VK        |
| 3           | Sofía Purkhús        | 147         | Amager VK         |
| 4           | Trine Rask-Nielsen   | 138         | ASV Elite         |
| 5           | Emma Stevnsborg      | 132         | Team Køge Volley  |
| 6           | Helena Elbæk         | 130         | Ikast KFUM Volley |
| 7           | Taylor Brisebois     | 128         | Holte IF          |
| 8           | Christina Michaelsen | 127         | VK Fortuna Odense |
| 9           | Thit Bak             | 121         | Amager VK         |
| 10          | Asta Kjærgaard       | 113         | Amager VK         |
| 10          | Emilie Krogh         | 113         | ASV Elite         |

| Vunna attacker | Vunna attacker       | Vunna attacker | Vunna attacker    |
| Pos.           | Namn                 | Poäng          | Lag               |
| -------------- | -------------------- | -------------- | ----------------- |
| 1              | Julie Mikaelsen      | 142            | Holte IF          |
| 2              | Trine Kjelstrup      | 137            | Brøndby VK        |
| 3              | Sofía Purkhús        | 119            | Amager VK         |
| 4              | Thit Bak             | 108            | Amager VK         |
| 4              | Emma Stevnsborg      | 108            | Team Køge Volley  |
| 6              | Helena Elbæk         | 107            | Ikast KFUM Volley |
| 7              | Christina Michaelsen | 102            | VK Fortuna Odense |
| 8              | Julie Jensen         | 95             | Ikast KFUM Volley |
| 9              | Alissa Coulter       | 89             | Brøndby VK        |
| 9              | Asta Kjærgaard       | 89             | Amager VK         |

| Vunna block | Vunna block         | Vunna block | Vunna block       |
| Pos.        | Namn                | Poäng       | Lag               |
| ----------- | ------------------- | ----------- | ----------------- |
| 1           | Taylor Brisebois    | 35          | Holte IF          |
| 2           | Mie Møller          | 33          | VK Fortuna Odense |
| 3           | Trine Rask-Nielsen  | 32          | ASV Elite         |
| 4           | Katrine Strøbæk     | 23          | Team Køge Volley  |
| 5           | Berglind Jónsdóttir | 21          | VK Fortuna Odense |
| 5           | Amalie Lachenmeier  | 21          | Team Køge Volley  |
| 7           | Terese Ammundsen    | 18          | Amager VK         |
| 7           | Sofía Purkhús       | 18          | Amager VK         |
| 9           | Sophia Andersen     | 16          | Amager VK         |
| 10          | Monique Roberts     | 15          | ASV Elite         |

| Serveess | Serveess             | Serveess | Serveess          |
| Pos.     | Namn                 | Poäng    | Lag               |
| -------- | -------------------- | -------- | ----------------- |
| 1        | Berglind Jónsdóttir  | 27       | VK Fortuna Odense |
| 2        | Eva Bang             | 25       | Brøndby VK        |
| 2        | Julie Mikaelsen      | 25       | Holte IF          |
| 4        | Emma Brix            | 24       | Team Køge Volley  |
| 5        | Trine Rask-Nielsen   | 22       | ASV Elite         |
| 6        | Christina Michaelsen | 21       | VK Fortuna Odense |
| 7        | Nanna Hansen         | 19       | Team Køge Volley  |
| 7        | Emilie Krogh         | 19       | ASV Elite         |
| 7        | Nora Møllgaard       | 19       | Holte IF          |
| 10       | Tyler Richardson     | 18       | Brøndby VK        |

OBS: Uppgifterna gäller enbart grundserien